# イドリースィー

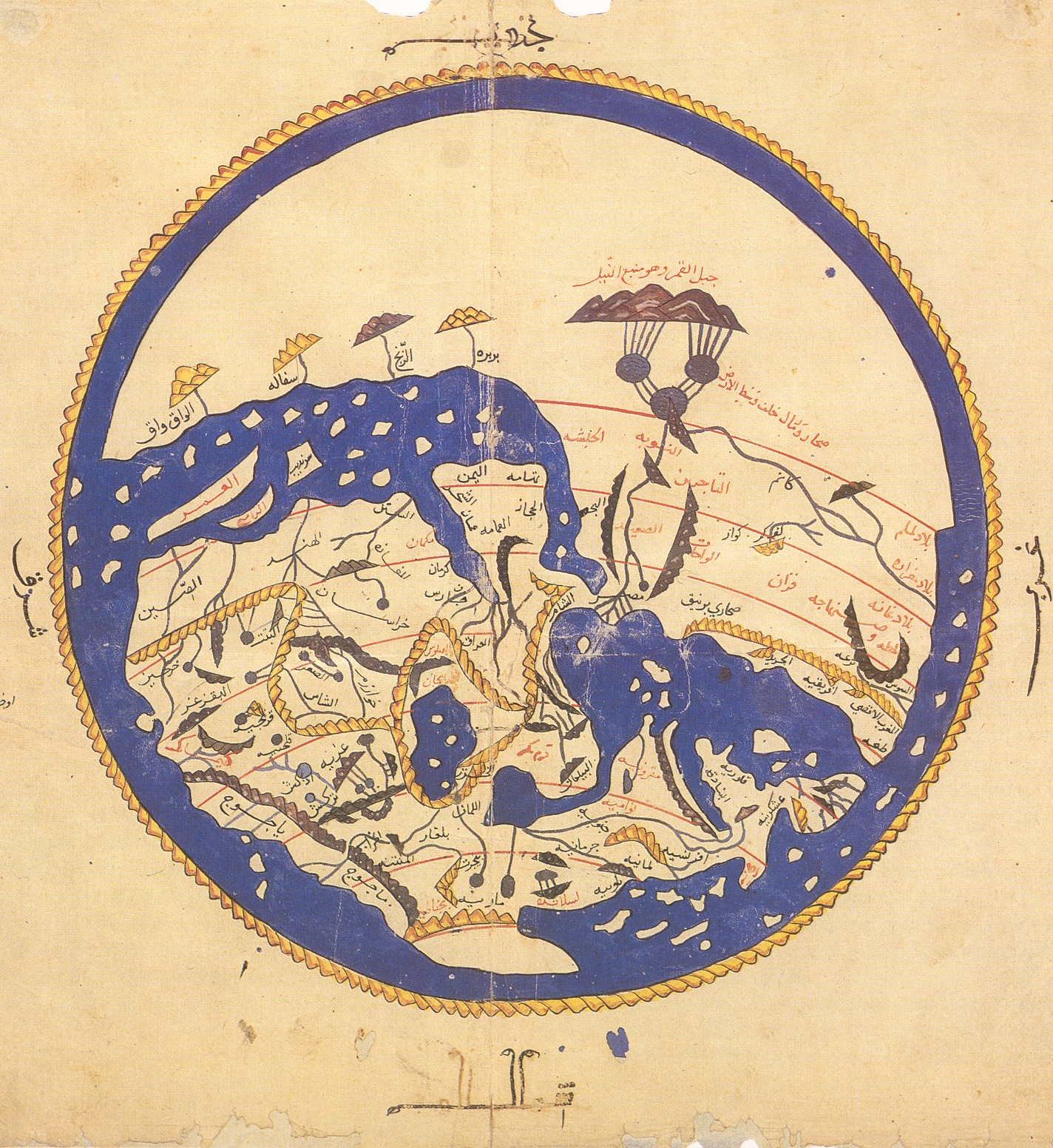
イドリースィー1154年製作の世界地図。上が南方向となっている。

ムハンマド・アル＝イドリースィー（アラビア語: أبو عبد الله محمد الإدريسي; 、Abū 'Abd Allāh Muhammad al-Idrīsī。1099年/1100年?-1165年/1166年/1180年?）は、中世に活躍したアラブ人の地図学者・地理学者でもあり、史上初めて正確な世界地図を作成した。
イドリーシー、イドリーシまたエドリーシ、エドリーシー（Edrisi）とも表記される。

## 生涯

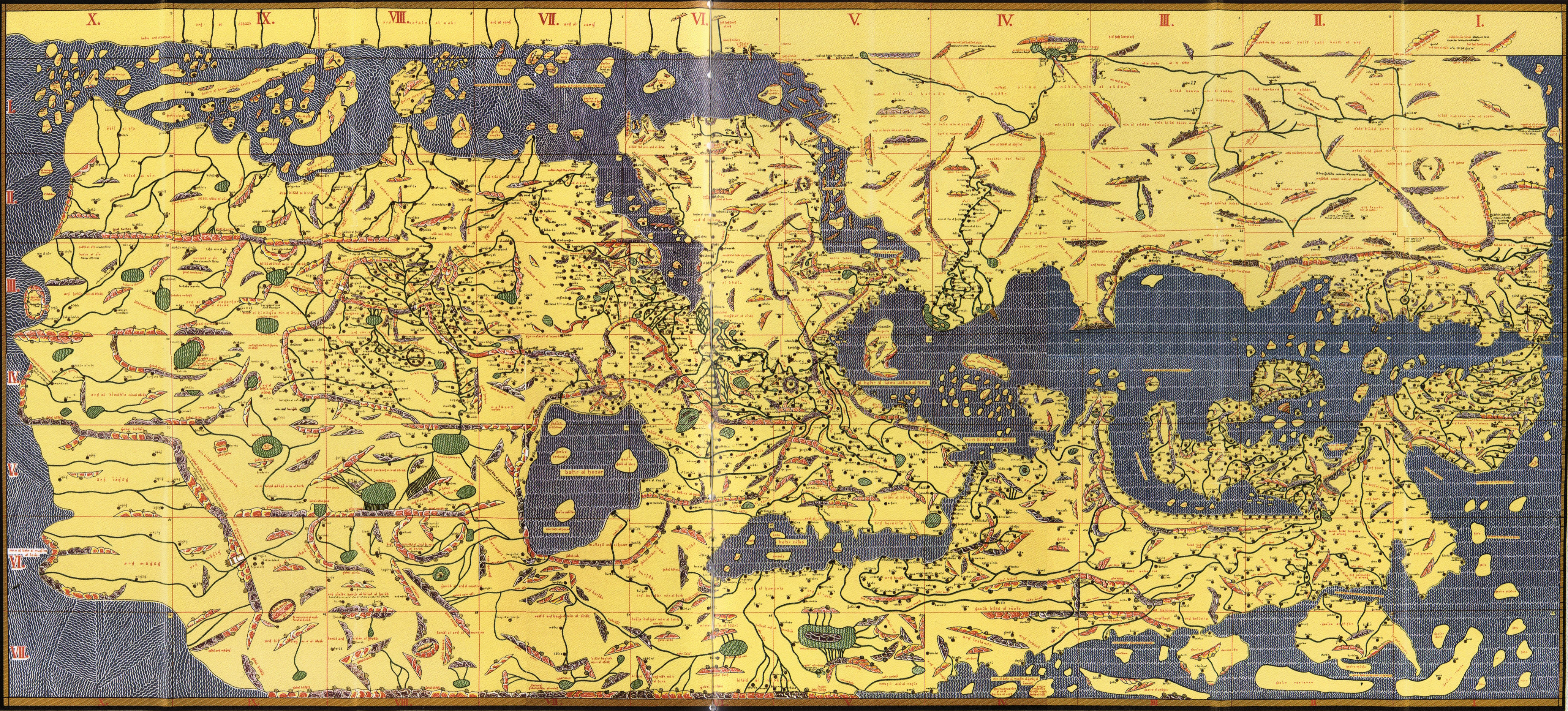
タブラ・ロジェリアナ,はルッジェーロ2世の為に1154年にイドリースィーによって描かれた。古代の世界地図の中でももっとも先進的なものの一つである。現在に残るものは、オリジナルの地図を見開き70葉（140頁）にまとめたもの
(地図の下が北)

ムラービト朝治世下にあったアフリカ北部のセウタ（現在はモロッコ内スペイン領の飛び地）で生まれ、コルドバで勉学に勤しみ、アンダルスや北アフリカの各地を旅した後にルッジェーロ2世統治時のシチリアに招かれた。彼の死地は生誕地でもあったセウタだと言われている。今日まで伝わる学問的な業績とは裏腹に、イドリースィー個人の事績はキリスト教徒の側にもムスリムの側にもあまり伝わっておらず、正確な生没年すらわかっていない。例えば、ルッジェーロ2世の死後に息子のグリエルモ1世に仕えたのかについてさえ、諸説あって明確にわかってはいない。
彼は「イドリースィー」というクンヤ（出身名）が示す通り、マグリブの地方政権であったイドリース朝（789年 - 985年）の末裔のひとりで、すなわち預言者ムハンマドの子孫であるためアル＝シャリーフ・アル＝イドリースィー al-Sharīf al-Idrīsī とも呼ばれる（イドリース朝は正統カリフ・アリーとムハンマドの娘ファーティマとの息子ハサンの曾孫であるイドリースを始祖とする。またシャリーフとはサイイドと同じく預言者ムハンマドの子孫を指す尊称のひとつ）。
イドリースィーがアジア・アフリカ・ヨーロッパ域を網羅する初めて正確な世界地図『lawh al-tarsim』（「線描画の板」の意）を描いたのは、1154年、ルッジェーロ2世の宮廷で18年間に渡って作成した図解と説明を纏めたものだった。その地図の解説本（地理書、Geografia）は『ルッジェーロの書』または『ルジャールの書』（Kitāb Rujār、または Kitāb al-Rujārī）で、正式名は『世界横断を望む者の慰みの書 』（Nuzhat al-mushtāq fī ikhtirāq al-āfāq نزهة المشتاق في اختراق الآفاق）と呼ばれる。
『ルッジェーロの書』はイドリースィー自身が踏破し調査を行なった地域を70枚以上の地図上に説明し、当時の地政学および社会学的知見についての概説を加えている。一方『Kharitat al-'alam al-ma'mour min al-ard』（「Map of the inhabited regions of the earth」）では地球を赤道から北緯23度までの領域を1番目とし、続けて合計7つに分けている。この7番目に当たる北緯54度から63度までは寒冷と降雪を理由に居住不可能な領域と定めている。また、400kgの純銀を用い地球全体を網羅する地図を作成したと言われている。そこには7つの大陸と通商用の航路、湖や河川、主要な都市、平原や山が描写されてい。。
1161年には過去の地図を拡充した『 كتاب الجامع لأشتات النبات Kitāb al-Jāmi'-li-Ashtāt al-Nabāt』 や『Rawḍ al-uns wa nuzhat al-nafs』（「The Gardens of Humanity and the Amusement of the Soul」、「人間性の庭と魂の楽園」の意）を作成した。本書は医薬を作る原料となる草木や鉱物が入手できる場所を列記するなどイスラム教社会が持つ科学的知識を数多く反映していたが、これは写しを含めて全て失われている。既にイドリースィー本人は亡くなっていたと思われる、1192年にはこれの簡略版『Garden of Joys』（ただし通常は『Little Idrisi』と呼ばれる）が出版された。
イドリースィーは自らが立つ大地が球形であると堅い確信を持っていた。彼は、完全に平衡したものは水を流動させること無く一定の場所に止めるが、この世界では水が循環していると論述し、これを以って証明とした。

## 地図の評価
これら地図は、必ずしもすべてにおいて正しい史実を反映してはいない。資料に事欠く際、他に出典を求める方法は当時そして以後の数世紀にわたってよくあったことだが、イドリースィーの地図にもそれは見られる。例えば、ポーランドに当たる地域について、「山にとり囲まれた国」という記述があるのは現在のチェコ共和国に相当する場所の資料と混同していたと推測される。
イドリースィーの地図はイスラーム世界では早くから様々な写本が残され、長くその知識は様々な形で引用されていくことになった。一方、同時代のヨーロッパではイドリースィーの地図はあまり活用されず、ようやく1592年になってローマで縮小版が、更に1619年にはパリでラテン語訳が相次いで出版された。しかし2人のマロン派の学者によってなされた1619年のラテン語訳は『ヌビアの地理』（ヌビアは現在のエジプト南部からスーダンにかけての地域）という題名がつけられ、その内容も不完全なものであった。
それでも、イドリースィーの地図がルネサンス期に活躍した探険家や軍隊にある程度の影響を与えたことは確かで、その価値は、栄誉こそクリストファー・コロンブスに独占された感もあるが、特筆すべき高きものと言える。

## 影響
地理情報システム(GIS)のひとつ、アメリカのクラーク大学開発のソフトウェアには、「Idrisi」の名称がつけられている。